# Devakottai
Devakottai è una suddivisione dell'India, classificata come municipality, di 40.846 abitanti, situata nel distretto di Sivaganga, nello stato federato del Tamil Nadu. In base al numero di abitanti la città rientra nella classe III (da 20.000 a 49.999 persone).

## Geografia fisica
La città è situata a 9° 56' 60 N e 78° 49' 0 E e ha un'altitudine di 51 m s.l.m..

## Società

### Evoluzione demografica
Al censimento del 2001 la popolazione di Devakottai assommava a 40.846 persone, delle quali 20.110 maschi e 20.736 femmine. I bambini di età inferiore o uguale ai sei anni assommavano a 4.089, dei quali 2.081 maschi e 2.008 femmine. Infine, coloro che erano in grado di saper almeno leggere e scrivere erano 32.584, dei quali 17.098 maschi e 15.486 femmine.